# San Franciscó-i Modern Művészetek Múzeuma
A San Francisco Museum of Modern Art (magyarul San Franciscó-i Modern Művészetek Múzeuma, rövidítése SFMOMA) 1935-ben alapított modern és kortárs művészetet bemutató múzeum, amely helyileg San Francisco belvárosában működött, a Van Ness Avenue–n, a neoklasszicista stílusú Háborús Veteránok Emlékházának első emeletén és tetőterében. Abban az időben ez volt az USA nyugati részén az egyetlen múzeum, amely csak a 20. század művészeti anyagát gyűjtötte, mégis egyszerűen Művészeti Múzeum (Museum of Art) volt a neve, 1975-ben vette fel mai nevét, amely sokkal inkább kifejezi tevékenységének tartalmát.

## A gyűjtemény története
A múzeum gyűjteményét Albert M. Bender mintegy 40 képből álló adománya alapozta meg, ezek közt volt a híres mexikói festő, Diego Rivera (1886–1957) Virágszállító c. festménye is.
Már 1936-ban időszakos kiállítást rendeztek Henri Matisse (1869–1954) tiszteletére. Helyi gyűjtők adták össze a kiállítás anyagát, és azokat a képeket odaajándékozták a múzeumnak. Vásároltak fauvista képeket is. John Humphrey, a múzeum igazgatója a fényképek gyűjtését is napirendre tűzte, lassanként hatalmas fotótár jött létre. Igen hiteles és keresett lett a múzeumnak ez a gyűjteménye, melyben Nadar-képek is találhatók, például George Sand (1804–1876) fényképe 1864-ből, de Ansel Adams (1902–1984) San Franciscó-i születésű híres amerikai tájfotóstól is találhatók képek. Számos jeles időszaki kiállítást szerveztek és szerveznek, köztük volt Paul Cezanne művészete; Pablo Picasso életművének kiállítása; Fantasztikus művészet, a dada és a szürrealizmus című tárlat, ez utóbbit Alfred Barr, a New York-i Modern Művészeti Múzeuma igazgatója rendezte.
Jelenleg a múzeum nagy kínai kollekciójának bemutatása (2008 szeptember) és ettől elkülönített kiállító termekben Frida Kahlo emlékkiállítása zajlik, s párhuzamosan további időszakos kiállításokat szerveznek.

## A múzeumi épület története

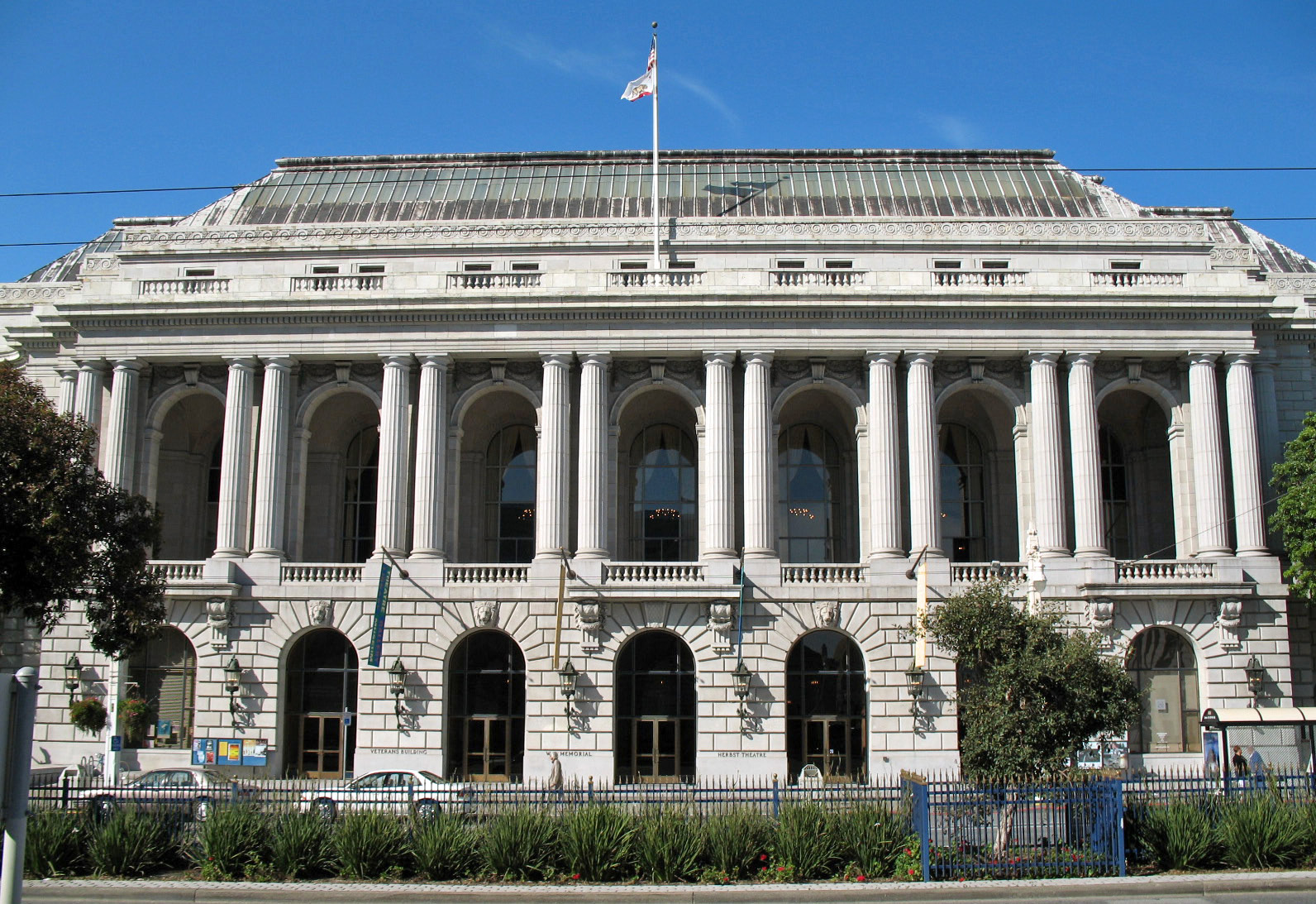
Háborús Veteránok Háza
1935-1995-ig a SFMOMA otthona

A múzeum alapításától kezdve évtizedeken keresztül a Háborús Veteránok Házában (Veterans' Memorial Building) működött, és az emeletek egyre nagyobb részét foglalta el. Közben igen híres lett ez az épület, benne írták alá 1945. június 26-án az ENSZ alapokmányát, amelyet a második világháború győztes hatalmai és még számos ország hozott létre. Az 1950-es években a muzeológusok kibővítették a kiállítói teret és felújították az épületet. A múzeum állománya adományok és új beszerzések alapján gyorsan gyarapodott, kezdett nagyon szűk lenni a hely, tágasabb kiállítói terekre lett szükség, ezért új épületre gondoltak. Mario Botta (1943–) svájci építész tervei nyomán felépült a múzeum új otthona, amit 1995-ben avattak fel.
A szimmetrikusan hátrafelé lépcsőző, tégla- és kőborítású épület tetőzetéből egy ferdén félbevágott henger emelkedik ki. A vöröstégla éles kontrasztot alkot a hengeren körbefutó fekete-fehér csíkokkal, amelyek megismétlődnek a főbejáratot szegélyező pilléreken, oszlopokon, falakon és bent az átriumban is. Mario Botta az épületet a modern művészetek templomának tervezte, éppen ezért természetes építő eleme a fény, az épület szellemiségének jelképe, ezt a természetes megvilágítást az égbolt fényét bebocsátó nagy átmérőjű, fedetlen henger biztosítja.

## Galéria az új épületről

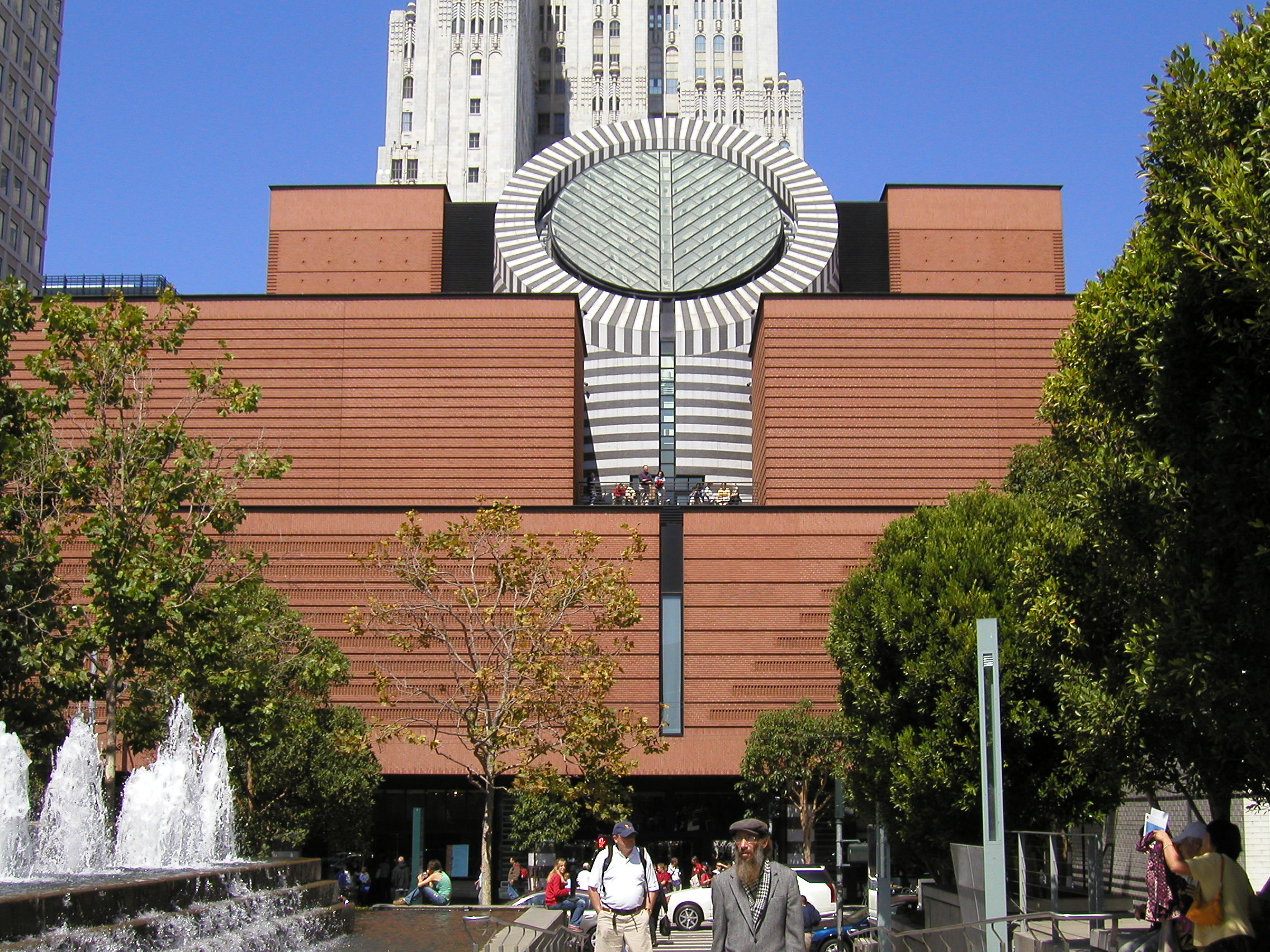
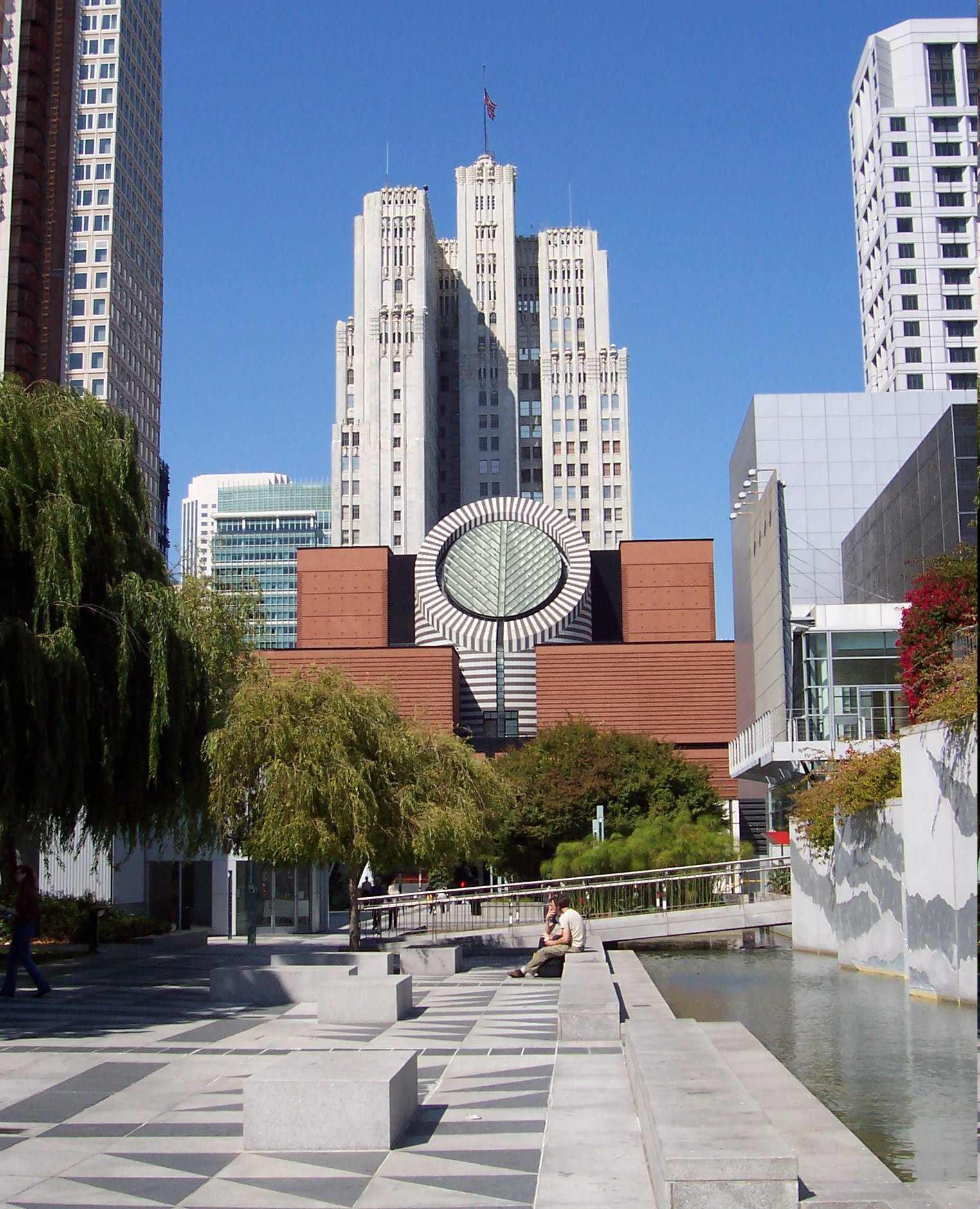
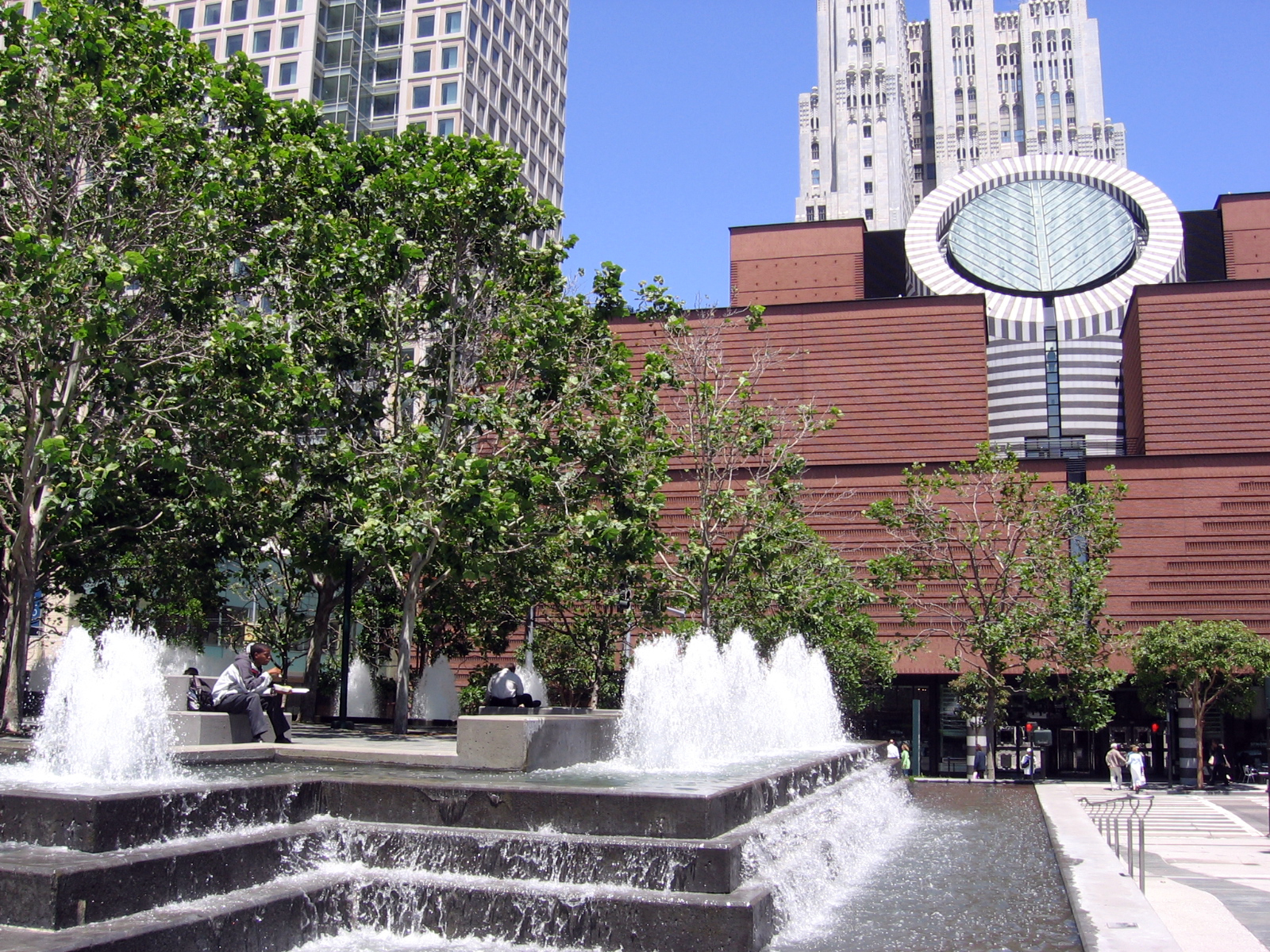
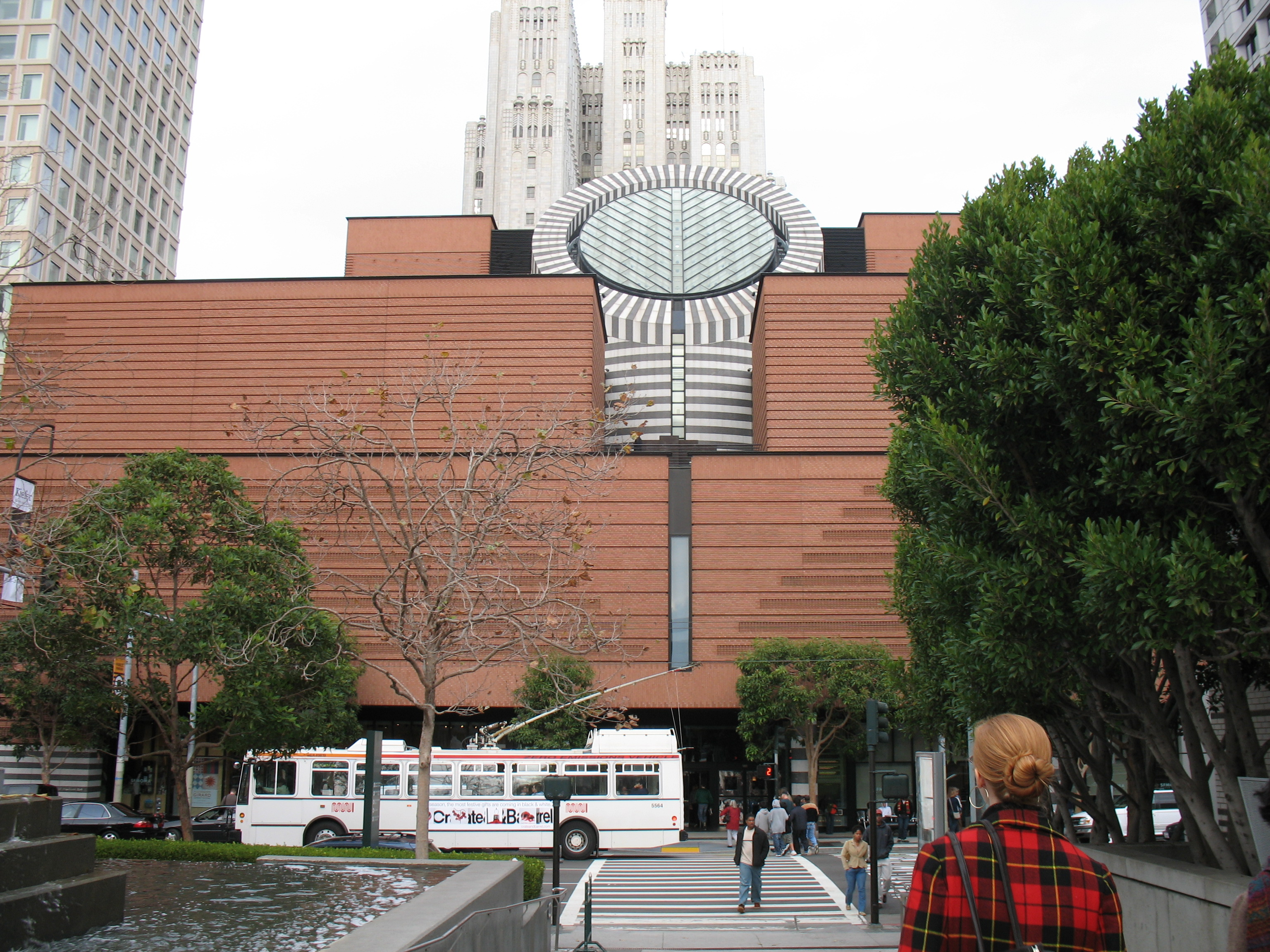

## A gyűjteményről

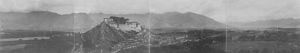
John Claude White amerikai fotós tibeti albumából (1907-08)

A SFMOMA gyűjtőköre nem szorítkozik San Franciscóra és környékére, gyűjteményét az egész világ – elsősorban Európa, az egész amerikai kontinens, Japán, Kína, és a Közel-Kelet – alkotása gazdagítja.
Leggazdagabb művészeti anyaga a 20. század második feléből van, fotótára ugyanakkor számos, az Amerika történelme és San Francisco régiójának története szempontjából nagyon fontos dokumentumot tartalmaz a korábbi évtizedekből is. A fotótár fényképei megelevenítik az észak-amerikai kontinens 19. századbeli vasúti építkezéseinek hőskorát. A transzatlanti vasútvonal Nyugat-Iowától San Franciscóig húzódó, a keleti partot a nyugati parttal végre összekötő szakasza 1860-ban kezdett épülni – a polgárháború csak siettette létrejöttét, a hadegységeknek ezen keresztül lehetett szállítani az ellátmányt. J. F. Ryder fotóművésznek az 1860-as évek legelején készült fényképei elénk tárják e gigantikus vállalkozás egyes momentumait. A Kansas Cityben épült hidat J. O. Babbitt fényképezte le 1868-ban. Charles Crocker amerikai üzletember a transzatlanti vasút ezen nyugati szárnyának építkezésén gazdagodott meg, palotáját Isaiah West Taber, a Taber Studio tulajdonosa örökítette meg. Egy japán fotóstúdió is működött Kaliforniában az 1880-as években, a Takagi Studio – mindkét fényképészműhelynek az USA történelme és természetrajza szempontjából is értékes, ma már pótolhatatlan hagyatéka van.

### A transzatlanti vasút

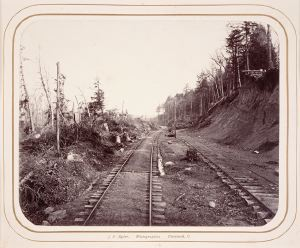
Első Transzkontinentális Vasút[4] (1860)
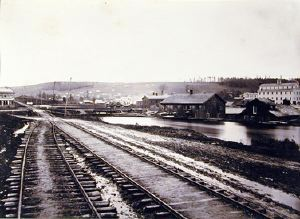
Első Transzkontinentális Vasút (1862)
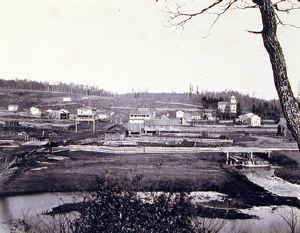
Az Első Transzkontinentális Vasút megy a városon keresztül[5] (1862)
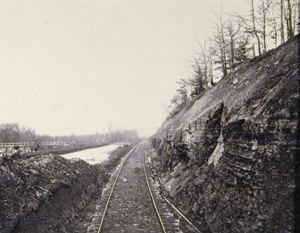
Cím nélkül (Vasútvonal, USA) (1862)

### Különféle fotók

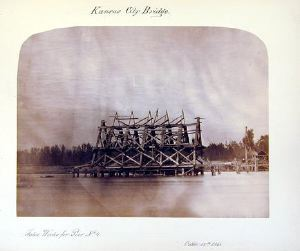
J. P. Babbitt: Híd Kansas Cityben (1868)
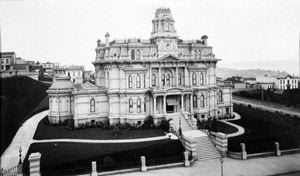
I. W. Taber: Charles Crocker palotája[6] San Franciscóban (c.a.1880)
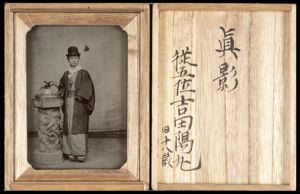
Takagi Stúdió: Yoshida Yomaru, civil szolga (1883)
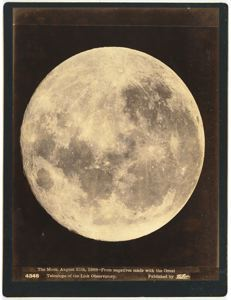
Taber Stúdió: A Hold, 1888. augusztus 21-én

### Művészképek a gyűjteményből

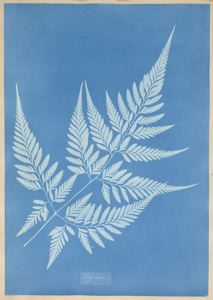
Anna Atkins: (cianotípia), Ceylon (1850)
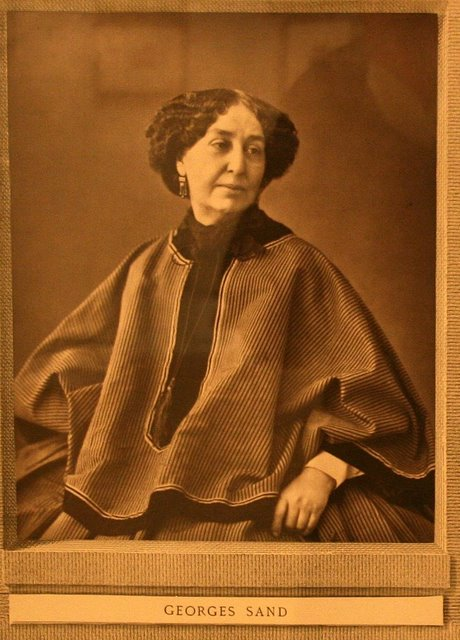
George Sand fényképe (Fotó: Nadar, 1864)
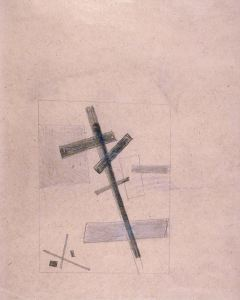
Malevics: Szuprematista rajz (1915)
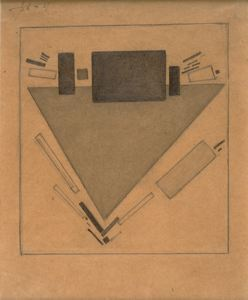
Malevics: Dinamikus szuprematizmus (1916)

## Napjainkban
A múzeum napjainkban tágas új otthonában a hagyományos műfaji szempontok szerint gyűjti és rendezi anyagát. Festőművészeti, szobrászati, építészeti és formatervezési, médiaművészeti, valamint fényképészeti gyűjteménye van. A látogatók megismerkedhetnek a 20. század művészeti mozgalmaival. Számos híres alapművet mondhat magáénak a múzeum, néhány nevet kiragadva is látható a múzeum igényessége, értékek megszerzésére törekvő állománygyarapítási politikája.
A közelebbi múlt beszerzései közül kiemeljük René Magritte Személyes értékek (Les Valuers Personelles = Personal Values) című képét, Marcel Duchamp Szökőkútját, s néhány Robert Rauschenberg (A belépés kapuja = Port of entry, 1998; Kollekció = Collection, 1954) és Ellsworth Kelly (Kék, 1997; Kék/piros-narancs = Blue/Red-Orange, 1970–72) által készített alkotást.
Művészettörténeti előképzettség nélkül is élvezhetők Diego Rivera tiszta színekkel festett képei (indiánokról, virágszállító emberekről), Andy Warhol ugyancsak tiszta színekkel festett arcképcsarnoka és más modernek kollázsokból, talált tárgyakból, ready-made-ekből épített enteriőrjei és kompozíciói. A múzeum oktató programjai segítségével bárki könnyedén bekapcsolódhat a mai művészet rejtelmeibe, pld. maga a szerző, Gary Hill magyarázza el és mutatja be képeken saját művészetét az ő munkáiban, az ő elektronikus képeiben, konceptuális művészetében, installációiban, performanszaiban.

## Az alkotások művészei közül néhány nagy név
- Ansel Adams (1902–1984) San Franciscóban született, amerikai művészfotós, az amerikai tájakat fotózta, híres felvételei vannak az észak-amerikai kontinens nemzeti parkjairól, a SFMOMA honlapján három nemzeti parkról készült felvétele található (Denali National Park, Alaszka; Yosemite National Park, Kalifornia; Jasper National Park, Kanada).
- Hans Arp (1886–1966) német festő kollázsaival és bronz szobraival gazdagítja a múzeum gyűjteményét
- Anna Atkins (1799–1871) brit botanikus és fotográfus, könyveit művészien illusztrálta
- Salvador Dalí (1904–1989) spanyol szürrealista festő
- Marcel Duchamp (1887–1968) francia kubista, szürrealista, dadaista képzőművész
- Richard Diebenkorn (1922–1993) amerikai konstruktivista festő
- Frida Kahlo (1907–1954) mexikói festőművész, Diego Rivera felesége (1931-ben festett Frida és Diego Rivera[12] c. képe a SFMOMA-ban van)
- Vaszilij Kandinszkij (1866–1944) orosz avantgárd festő
- Kazimir Malevics (1878–1935) orosz avantgárd festő, a szuprematizmus megteremtője
- Henri Matisse (1869–1954) francia festő, a fauvizmus atyja
- Nadar (1820–1910) az arcképek művészfotósa
- Pablo Picasso (1881–1973) spanyol festő, a 20. század egyik legnagyobb európai festője
- Jackson Pollock (1912–1956) amerikai festő, az absztrakt expresszionizmus képviselője
- Diego Rivera (1886–1957) mexikói modern festő, nagy hatása van mind az USA-ban, mind hazájában
- Andy Warhol (1928–1987) az amerikai képzőművészet pop-art irányzatának képviselője

## Alkotások magyar művészei a SFMOMA-ban
- Martin Munkácsi[13] (1896–1963) kolozsvári születésű fotóművész
- Moholy-Nagy László (1894–1946) a bauhaus stílus  képviselője
- Victor Vasarely (1908–1997) az op-art és a kinetikus művészet képviselője

## A popkultúrában
Rácz Zsuzsa Nesze neked Terézanyu! című regényében Kéki Kata a múzeumban elkápráztatja az idegenvezetőt és az „egyetemistaforma”, illetve japán tárlatlátogatókat is, mivel ismeri Diego Riverát, Frida Kahlót és Moholy-Nagy Lászlót is.